# The Botany of the Voyage of H.M.S. Sulphur
The Botany of the Voyage of H.M.S. Sulphur (abreviado Bot. Voy. Sulphur) es un libro ilustrado con descripciones botánicas que fue escrito por el botánico, pteridólogo y micólogo inglés George Bentham y publicado en los años  1844 a 1846.